# Şiş köfte

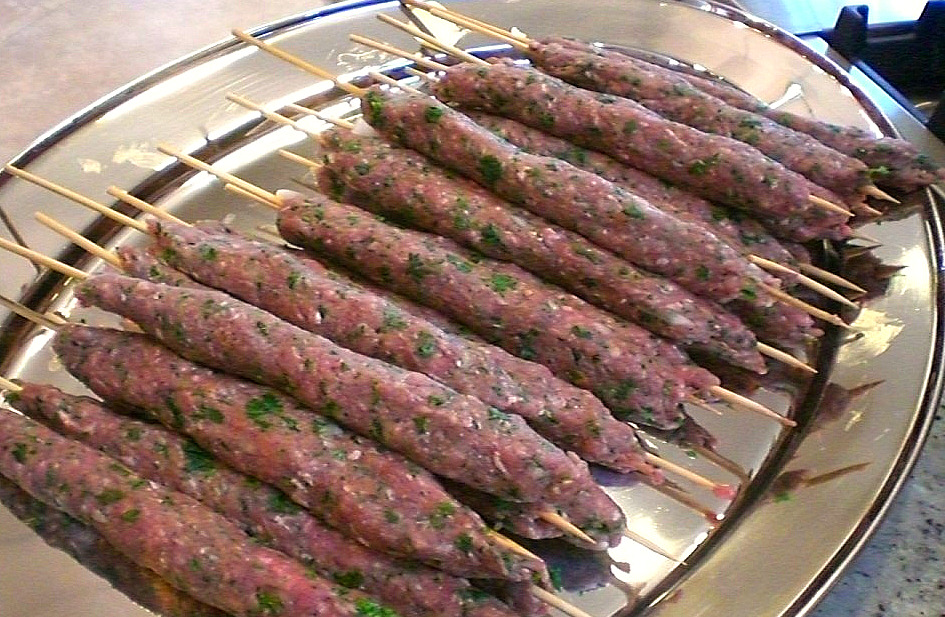
Şiş köftes antes de ser asado.

Şiş köfte (turco), shish kofte o sis kofte es un tipo de plato de kebab o köfte de la gastronomía turca. Consiste en carne de cordero, ternera o una mezcla de algunas de estas carnes con hierbas, a menudo perejil y menta, en un şiş (brocheta), a la parrilla. El şiş köfte se suele servir con pilav (arroz turco o platos de bulgur) y una ensalada, aunque también se puede servir en un sándwich.
Hay varias variaciones regionales del şiş köfte. El Tire köfte se elabora principalmente con ternera. La ciudad de Burdur está tratando de obtener una indicación de procedencia para su versión de şiş köfte. Şiş köfte es también la base del "yoğurtlu kebap" (kebab con yogur).